# Feröer történelme
Feröer történelme Skandinávia történelmének része. Gyakran mutat párhuzamosságokat Izland történelmével, hiszen ahhoz hasonlóan előbb Norvégia, majd Dánia történelmének eseményei befolyásolták jelentősen.
Kezdetei 625 körülre tehetők, amikor ír szerzetesek fedezték fel a szigetet. 800 után történt a viking honfoglalás; részben az ő utódaik alkotják a mai népességet. A viking kor eseményei a Feröeriek sagája és a régészeti leletek alapján jól rekonstruálhatók.
Feröer 999-ben tért keresztény hitre, és 1035-től kezdve Norvégiához tartozott. A dán-norvég perszonálunió idején gyakorlatilag dán fennhatóság alá került. Az 1538-as reformáció megerősítette a dán nyelv vezető szerepét; a hatalmi és kereskedelmi központ Bergenből folyamatosan Koppenhágába tevődött át. 1814-ben Dánia és Norvégia különvált, és Feröer Dánia fennhatósága alatt maradt. 1821 és 1948 között Dánia egyik megyéje volt. 1850 óta a dán alkotmány érvényes Feröeren, amely így az alkotmányos monarchia részét képezi.
A dán kereskedelmi monopólium 1856-ban szűnt meg. Ebben az időben alakult ki az írott feröeri nyelv. Ezt követően Feröer egy középkori agrártársadalomból modern halásznemzetté fejlődött. A feröeri nyelvviszály vezetett ahhoz, hogy a veszélyben lévő feröeri nyelv a nemzeti identitás fő jelképévé vált.
Feröer a II. világháborúban brit megszállás alá került, ami magával hozta a feröeri zászló elismerését és egy ideiglenes saját kormányzat felállítását. A háború után, 1948-ban Feröer széles körű autonómiát ért el saját miniszterelnökkel és parlamenttel.

## Mondák, legendák, sagák

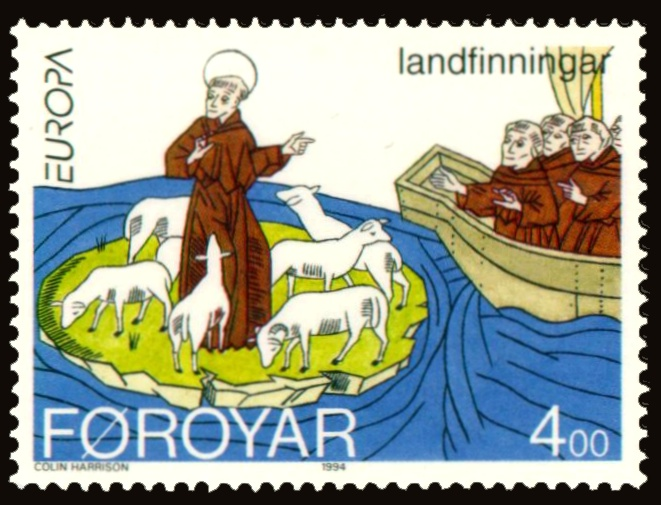
Szent Brendan felfedezi Feröert

A feröeri mondák azokra az időkre is visszanyúlnak, amikor a szigetek még lakatlanok voltak. A legismertebb az óriás és a boszorkány mondája, amely szerint két troll az izlandiak megbízásából megpróbálta egy éjszaka odavinni a szigeteket, de a hajnali napsugár meglepte őket, így két bazaltoszloppá változtak.
Ennél reálisabb Szent Brendan 10–11. században keletkezett legendája, a Navigatio Sancti Brendani. E szerint Brendan, egy ír szerzetes (papar), 560 körül észak-atlanti útján elhajózott a szigetek mellett . A legenda tudósít róla, hogy utazása során látta a „juhok szigetét”, a „madarak paradicsomát”, amely akár a madárvilágáról és a juhokról ismert Feröer is lehetett. Brendan útleírása azonban csodás-vallásos jellegű, történelmi hitelessége vitatott.
A Feröeriek sagája a legfontosabb dokumentum, amely az első viking honfoglalók történetét írja le. Izlandi sagákból állították össze, és a 970–1035 közötti időszakot öleli át. Ez a saga számos valós elemet tartalmaz, de nem tekinthető hiteles történelmi forrásnak.

## Ír szerzetesek
A legkorábban keletkezett szöveget, amely feltételezések szerint Feröer leírását tartalmazza, egy ír szerzetes, Dicuil írta a Frank Királyságban. 825-ben írt „Liber de Mensura Orbis Terrae” (A világ felméréséről) című művében így tudósít:
„Britanniától északra sok más sziget is van az óceánban, amelyeket a legészakabbra fekvő brit szigetekről kétnapi, kétéjszakányi vitorlázással meg lehet közelíteni, már ha a vitorla kibontva, és jó szelek fújnak… Egy bizonyos szent ember elmondta nekem, hogy… az egyiken kikötött. Ezeken a szigeteken remeték voltak, akik Skóciából (Írországból) vitorláztak oda, s talán százéves korukig elélnek. De... manapság a norvég kalózok miatt már egyetlen remete sincs a szigeteken, viszont rengeteg a juh és a tengeri madár.”
Jóllehet Dicuil nem nevezi néven a szigetcsoportot, ma általánosan elfogadott, hogy a leírás Feröert takarja. A szigetek leírása és a távolság ráillik Feröerre, és a szigetcsoport neve is feltehetőleg a Juh-szigetek összetételből származik. E szerint a szigetek első lakói ír szerzetesek voltak, akik a juhot és a zabot elvitték a szigetekre. Dicuil leírása alapján röviddel 700 után már élhettek szerzetesek a szigeten. Dicuil beszámolóját alátámasztják régészeti leletek (néhány egyszerű vésésű, kereszt alakú kőlap, például a Skúvoyban talált) és helynevek (melyekben a papar alakból eredeztethető papa megtalálható).
A mykinesi tőzegrétegekből kinyert pollenminták vizsgálata ugyanakkor azt mutatja, hogy már 650 körül emberek éltek a szigeteken, és gabonaféléket termesztettek. A Sandoyon feltárt tőzeghamu és a benne talált árpaszemek alapján a szigetcsoportot már a 4–6. században is lakták. Mivel Dicuil nem említi, hogy a szerzetesek előtt a sziget már lakott lett volna, feltehetőleg az időmeghatározása pontatlan.

## Viking kor

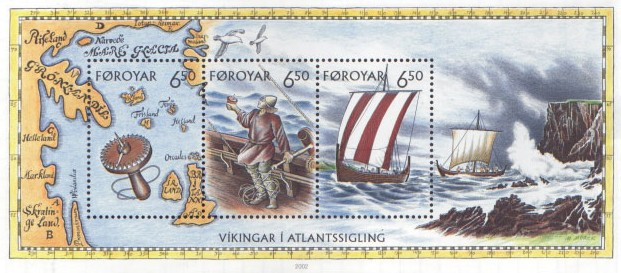
Bélyegblokk az észak-atlanti viking hajózásról

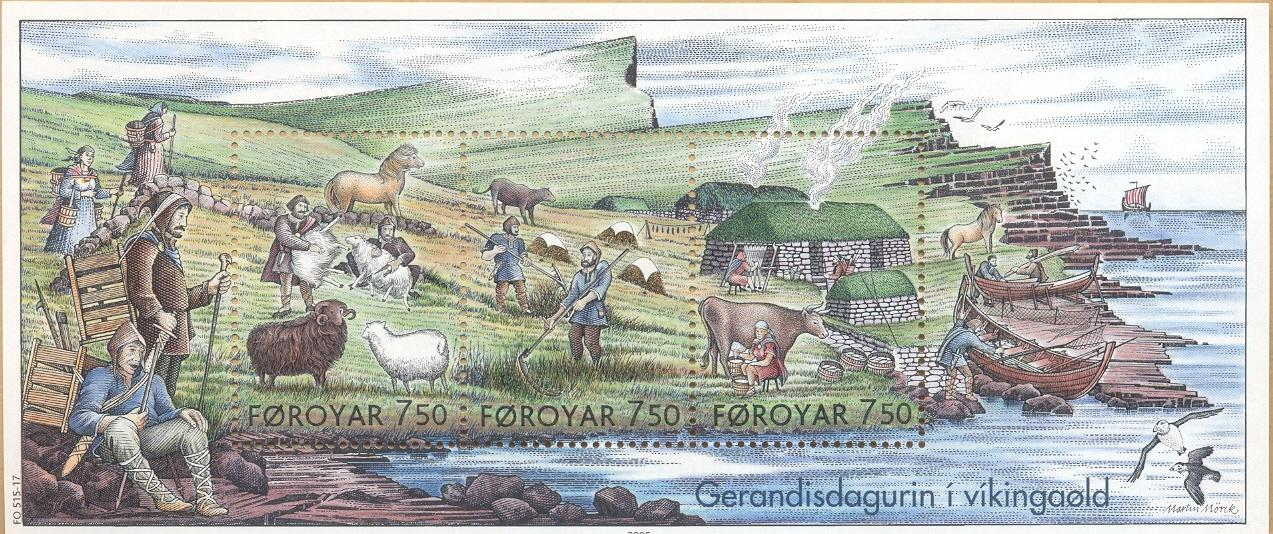
Mindennapi élet a viking korban

### Viking honfoglalás
A Feröeriek sagája részben ellentmondásos információkat tartalmaz az első viking telepesekre vonatkozóan, de ha igaz, hogy az első telepes, a Funningurban lakó Grímur Kamban unokája, Þórólfur részt vett egy izlandi expedíción 867-ben vagy 874-ben, akkor a honfoglalás mintegy fél évszázaddal korábbra, 825 körülre tehető. Ez tekinthető ma a viking honfoglalás általánosan elfogadott időpontjának.
Grímur Kamban (akinek neve nem viking, hanem kelta eredetre utal) a korábbi feltételezések szerint nem közvetlenül Norvégiából, hanem a Hebridákról vagy Írországból érkezett Feröerre. A viking szokásoktól nem lenne idegen, ha kelta rabszolgákat és nőket is magával vitt volna a letelepedést elősegítendő. Lehetséges azonban az is, hogy Man-szigetéről indult, ahol a régészeti leletek tanúsága szerint virágzó viking település létezett a 9. század első felében, ellentétben Írországgal, ahol erre nincsen bizonyíték. Ez nem zárja azonban ki a lehetőséget, hogy a rabszolgákat és asszonyokat a vikingek által gyakran dúlt Írországból hozta volna. A kelta kapcsolatra egyébként más hely- és családnevek is utalnak.
A 825-ös honfoglalás időszakát követően volt egy második bevándorlási hullám, amely valószínűleg 885-890 körül érkezett a szigetekre. A telepesek többsége a nyugat-norvégiai Bergen környékéről származik, amit családnevek is bizonyítanak. Emellett a feröeri nyelv és a Bergen-környéki falvak helyi nyelvjárása ma is megőrizte kölcsönös érthetőségét.

### Hatalmi harcok
Feröer és a viking világ többi része élő kapcsolatban volt; az Izlandra tartó hajósok megálltak a szigeteken, de feröeri születésűek – mint például Þórólfur Smør – is vándoroltak Izlandra. A kereskedelmi kapcsolatok is szorosak voltak. A kapcsolatok másik példája, hogy Auður djúpúðga Ketilsdóttir is meglátogatta a szigeteket útban Izland felé, valószínűleg 890-900 között, és férjhez adta fia, Vörös Thorstein Olúva nevű lányát. Tőle származik a Gøtában élő Gøtuskegg család, akik a 10. század közepére Feröer egyik meghatározó családjává váltak. Ebben az időben az idős Torbjørn Gøtuskegg volt a család feje, akinek feleségével, Guðrunnal (Svínoyar-Bjarni lánytestvérével) két fia született: Tollakur és Tróndur í Gøtu. Utóbbi a Feröeriek sagája egyik főhőse, akit – mint pogányt – a szerzetesek által írt műben negatív szereplőként tüntetnek fel.
Tróndur valószínűleg 950-960 között született, apja pedig 965-975 környékén halhatott meg. A 960-as évek vége felé Feröer egyik részén a suðuroyi Havgrímur uralkodott II. (Szürkeköpenyes) Harald norvég király hűbéreseként, míg a másik rész a Trondheim környékét birtokló Haakon Jarl vazallusai, a Skúvoyon lakó Beinir és Brestir irányítása alatt állt. Tróndur utóbbiak unokatestvére volt, de nem volt velük jó viszonyban. A feröeri törvénykező gyűlés, az Althing valószínűleg 900 körültől kezdve ült össze a Tinganes félszigeten, így ebben az időben már bevált kormányzási rendszer lehetett.
Torbjørn halála után Tróndur sorsot húzott bátyjával, és mivel neki kedvezett a szerencse, ő örökölte a családi birtokot. Pénze azonban nem volt, ezért bérbe adta a gazdaságot, és Dániába utazott, ahonnan ügyes manőverek után gazdagon tért vissza. Nagybátyja, Svínoyar-Bjarni Svínoy szigetén gazdálkodott.

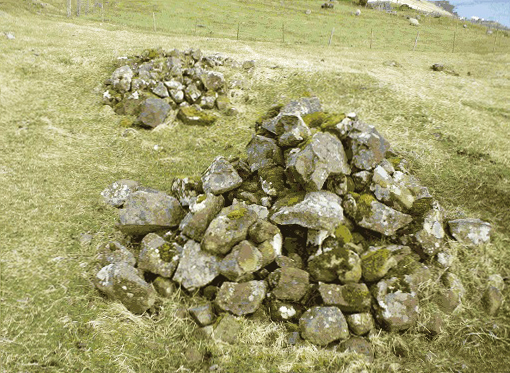
A hátsó kőhalom a hagyomány szerint Havgrímur sírja a feröeri Hovban

969 körül Havgrímur konfliktusba keveredett Beinir és Brestir egyik rokonával, és mivel az Althing nem neki adott igazat, Tróndurral és Bjarnival szövetkezve Nagy-Dímunnál megtámadta a fivéreket. A harcban azonban rajtuk kívül ő is elesett. Tróndur magához vette az áldozatok árván maradt fiait, a 9 éves Sigmundur Brestissont és a 11 éves Tóri Beinirssont, majd az éppen Tórshavnban tartózkodó novgorodi hajóssal, Ravnur Hólmgarðsfarival Norvégiába vitette őket, apáik birtokait pedig elfoglalta. Havgrímur fiát, Øssur Havgrímssont pedig örökbe fogadta, ezzel ő maradt Feröer egyetlen hatalmassága.
A Norvégiában tartózkodó Sigmundur és Tóri felkereste apáik hűbérurát, az időközben királlyá lett Haakon Jarlt. Ő hajókat adott nekik és expedícióra küldte őket a Balti-tenger vidékére, amit sikerrel véghezvittek. A következő években Svédországban, Oroszországban és az Ír-tenger vidékén portyáztak. Eközben Øssur is felnőtt, és Tróndurtól megkapta apja korábbi birtokait, valamint Sigmundur és Tóri örökségét is, ezzel ő lett a második leghatalmasabb ember nevelőapja után.
983-ban Sigmundur és Tóri a Haakon Jarltól kapott hajókkal visszatértek Feröerre. Øssurt a skúvoyi csatában megölték. Tróndur tűzszünetet kért, és abban állapodtak meg, hogy az egész konfliktus elrendezését Haakon Jarl ítéletére bízzák. Ő a szigetek felét Sigmundurnak ítélte, a másik felét saját birtokába vette, de hűbérbirtokként szintén Sigmundurnak adta. Tróndur elfogadta a feltételeket, Øssur fiát, Leivur Øssurssont pedig apjához hasonlóan magához vette, hogy felnevelje gøtai házában. A következő évek viszonylag nyugodtan teltek, bár Svínoyar-Bjarninak folyamatosan békéltetnie kellett Sugmundur és Tróndur között. Sigmundur többször Norvégiába hajózott, de a 988 és 994 közötti éveket valószínűleg Feröeren töltötte.

### A kereszténység felvétele és a norvég uralom kezdete

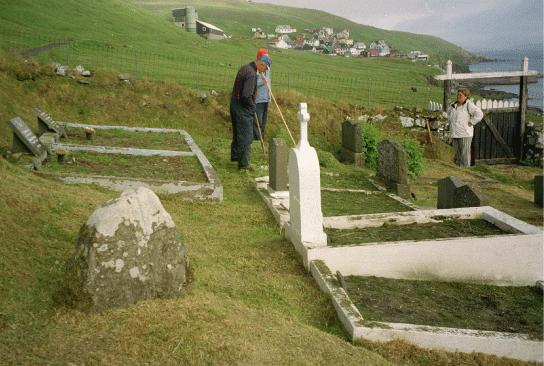
Sigmundur Brestisson sírja Skúvoy temetőjében

A viking honfoglalás kezdetétől, 825-től Sigmundur Brestisson 998-as hittérítéséig a feröeriek a régi viking isteneket tisztelték. A legnépszerűbb Thor, a hadisten volt.
Olaf Tryggvasson, aki 994-ben Æthelred angol királynál megkeresztelkedett, 995-ben váltotta Haakon Jarlt a norvég királyi trónon, és még ebben az évben megtérítette Norvégiát. 997-ben meghívta magához Sunmørébe Sigmundur Brestissont, aki a hatására szintén keresztény hitre tért. A következő ébben a király arra kérte, hogy térjen vissza Feröerre, és térítse keresztény hitre az ott élőket. Sigmundur némi ellenkezés után beleegyezett, a király pedig kinevezte egész Feröer urává, és papokat adott mellé.
A Tinganesre összehívott Althingnek a kereszténység felvételét javasolta, ez azonban nagy ellenállást váltott ki a Tróndur által befolyásolt parasztok körében. 999-ben végül erőszakosabb módszerekkel vitte sikerre a térítést: harcosok élén saját házában lepte meg Tróndurt, aki a halál helyett a keresztséget választotta háza népével együtt. Néhány éven belül minden feröeri felvette a keresztséget. Az ezredforduló után (1003 körül) Sigmundur skúvoyi gazdaságában templomot is emeltek. Az áttérés azonban eleinte inkább csak elméletben jelentett változást. Tróndur vonakodva megkeresztelkedett ugyan, de később gyakorlatilag visszatért a pogánysághoz, és feltehetőleg a kor szokásainak megfelelően háza népe is őt követte. A 11. század a misszionáriusok kora volt, amikor a feröeriek a pogányságból fokozatosan áttértek a kereszténységre; mindeközben azonban számos régi pogány szokás megmaradt.
1005-ben Tróndur háromszor is rátámadt Sigmundurra. Ebből az első kettő sikertelen volt, de ősszel a skúvoyi házára rontott rá túlerővel. Sigmundurnak sikerült elmenekülnie és úszva elérni Suðuroy partjait, de Tórgrímur Illi, az ottani gazda fiaival aranygyűrűjéért megölte. Sigmundur sírköve Skúvoyon a kor egyik legjelentősebb emléke a szigeteken.
A skúvoyi harc után Tróndur és Leivur Øssursson maradtak Feröer egyedüli urai. Megbékélést kerestek Sigmundur özvegyével, Turið Torkilsdóttirral és fiaival, de ők nem fogadták el a közeledést. A fiúk azonban nem kértek segítséget Norvégiából, így egy ideig béke honolt a szigeteken. Később Tróndur Leivur nevében megkérte Sigmundur lánya, Tóra Sigmundsdóttir kezét, aki azt a feltételt szabta, hogy kutassa fel apja gyilkosát. Tróndur meg is találta Tórgrímur Illit és fiait, és felakasztotta őket. 1010 körül így Leivur elvette Tórát, és letelepedett ősei birtokán, Hovban, a két rivális család pedig kibékült.
II. (Szent) Olaf norvég király ebben az időben Izland kivételével egész királyságára fokozatosan adót vetett ki, így Orkney és Shetland után Feröer következett. 1024-ben magához hívatta a feröeri vezetőket; Gilli, Leivur és Tórálvur Sigmundsson (Sigmundur legidősebb fia) el is utazott Norvégiába. Tróndur megbetegedett, így nem tarthatott velük. A király előtt meg kellett esküdniük, hogy betartják törvényeit és beszedik a kirótt adót. A király hajót küldött Feröerre az adó beszedésére, de az nem tért vissza; a helyiek beszámolói szerint már oda sem érkezett meg. Olaf ezért újra magához hívatta őket. Ezúttal Tórálvur egyedül kelt útra, de Tróndur három unokaöccse megölte. Egyikük a következő évben (valószínűleg 1028-ban) a király újabb adószedőjét is megölte, de ezt a norvégok nem torolták meg, mert közben az ország zűrzavarba süllyedt. A következő évben Tróndur és unokaöccsei az Althingen fegyverrel arra kényszerítették Gillit és Leivurt, hogy elismerjék az ő ítéletét; ő pedig felmentette rokonait a vádak alól. Feröert három részre osztotta: egyet ő, egyet Leivur, egyet pedig Sigmundur fiai kaptak. 1035-ben azonban Leivur bosszút állt, és megölte a három fivért, az idős és beteg Tróndur pedig a rokonai elvesztése fölötti gyászba és fájdalomba halt bele.
II. (Szent) Olaf tudta a kereszténységet Norvégiában, valamint Feröeren és Izlandon is végérvényesen megszilárdítani – ezért ünneplik őt halála emléknapján, Ólavsøka ünnepén.

## Középkor

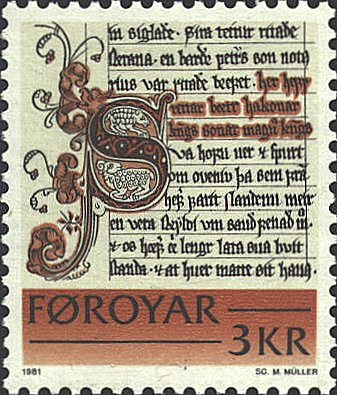
A Juhlevél iniciáléja

### Norvég uralom
Feröer 1035-től kezdve politikailag Norvégiához tartozott, és hűbérbirtokként Leivur Øssursson kapta meg I. (Jóságos) Magnus norvég királytól. Leivur és anyósa, Turið Torkilsdóttir Magnus uralkodása alatt, azaz 1047 előtt haltak meg. Sigmundur Brestisson egyetlen fia, aki túlélte a harcokat, Steingrímur Sigmundsson, Skúvoy szigetén élt. Leivur halála után helyét fia, majd unokája vette át. A 11. század végéig tartó korszakról keveset tudni azon kívül, hogy a helyi főnökök hatalma és Feröer viszonylagos önállósága fokozatosan csökkent, míg a norvég királyok befolyása erősödött. A korszak kereskedelmi kapcsolatairól tanúskodik a Sanduri érmekincs, amelyet valószínűleg 1070 és 1080 között rejtettek el, és egy Szent István korabeli magyar pénzérmét is tartalmaz.
Az első, történelmileg hitelesnek tekinthető információ a 11. századból származik, és a sanduri templomról szól, amelyet norvég misszionáriusok építettek a norvég dongatemplomok mintájára. Az első templomokat valószínűleg kizárólag fából építették.
Az első püspök, aki a feröeri püspökök névsorában szerepel, Bernhard Sakseren, aki 1047-ben hagyta el Norvégiát, majd – feltehetőleg egyéves feröeri tartózkodás után – Izlandra ment, ahonnan 1067-ben tért vissza. A következő a Ryngerus vagy Ragnar nevű misszionárius püspök volt a 11. század utolsó negyedében. 1080 körül a Brémai érsekség püspökséget alapított a streymoyi Kirkjubøurban. A püspökség 1104-ben a Lundi érsekség, 1152-ben a Nidarosi érsekség irányítása alá került. 1110 táján Guðmundr püspök papképző iskolát alapított itt, ami a reformációig Feröer egyetlen iskolája maradt. Ebben az iskolában nevelkedett 1156-tól a későbbi norvég király, Sverre. Ő volt az, aki 1200-ban megszüntette a jobbágyságot Feröeren. Más források szerint azonban a Feröeri püspökség 1120-ban lett csak állandó püspökség, előtte csak misszionárius püspökök fordultak meg a szigeteken, bár valószínűleg ők is Kirkjubøurból kiindulva látták el feladataikat.
1271 körül VI. Magnus norvég király kiterjesztette a régi Gulatingslóg hatályát Feröerre, így a szigetek teljesen betagozódtak a norvég uralom alá: az Althing elvesztette törvényhozó funkcióját, és ebben az időben vezették be a norvég kereskedelmi monopóliumot is. 1274-ben bevezetésre került az új Gulatingslóg, amely tovább korlátozta az Althing jogait, egyfajta legfelsőbb bírósággá téve azt. Magnus garanciát vállalt rá, hogy évente két hajót küld Feröerre a legfontosabb árukkal, de ezt az ígéretét nem mindig tartotta be.
Az 1280-as Herefordi világtérkép az első térkép, amely – Farei néven – említést tesz Feröerről.
1294-ben II. Erik norvég király megtiltotta a Hanza-szövetség kereskedőinek, hogy Feröerrel kereskedjenek: az a bergeni kalmárok előjoga lett. A tilalmat 1302-ben megújították, és csak 1361-ben szüntették meg, de az igazsághoz hozzátartozik, hogy nem járt tartós sikerrel. 1298-ban kapták a feröeriek a királytól alaptörvényüket, a Juhlevelet, amely változtatásokkal 600 évig érvényben maradt.
1300 körül kezdődött meg Erlendur püspök megbízásából a Magnus-dóm építését. Egyes vélekedések szerint a dómot sohasem fejezték be, míg más történészek szerint elkészült, és a reformáció után bontották le részben. Mindenesetre a romok ma is Feröer legfontosabb műemlékei közé tartoznak.
A fekete halál 1349 körül érkezett meg Feröerre. Az akkori kb. 4000 fős népesség legalább fele, de egyes becslések szerint 80%-a áldozatul esett a pestisjárványnak; egész falvak néptelenedtek el. A népességveszteséget norvég bevándorlók pótolták.

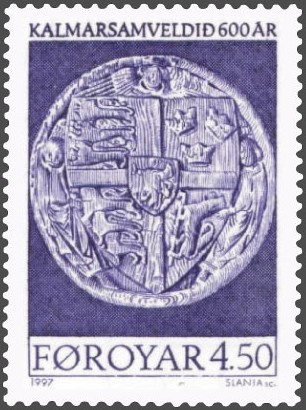
600 éves a kalmari unió: emlékbélyeg 1997-ből

### A kalmari unió
1380-tól Feröer a dán-norvég perszonálunió révén Norvégiával együtt a dán korona fennhatósága alá került, jogilag azonban továbbra is Norvégia egyik megyéje maradt. I. Margit dán királynő 1397-ben, a kalmari unió révén egész Skandináviát egyesítette uralma alatt.
1400-ban az Althinget hivatalosan átnevezték Løgtingre, és megkapta a regionális parlament és legfelsőbb bíróság jogait – jóllehet ezeket de facto már 1274 óta gyakorolta.
A feröeri vikingek és Skandinávia más vidékei közötti szoros kereskedelmi kapcsolatok a középkor végére gyakorlatilag megszűntek.

## Reformáció és kereskedelmi monopólium

### 16. század
A 16. század folyamán Feröernek brit, ír, francia és algériai kalózok ismétlődő támadásaival kellett szembenéznie. A helyiek számos menedékhelyet alakítottak ki a hegyekben, melyeknek maradványai részben ma is fellelhetők.
II. Keresztély dán király, miután elűzték trónjáról, pénzt gyűjtött a visszatéréshez, ezért 1524-ben felajánlotta Feröert VIII. Henrik angol királynak a szükséges összegért cserébe – az azonban nem fogadta el az ajánlatot. 1524-től egészen 1709-ig a dán királyok különböző hűbéruraknak adták át Feröert és a feröeri kereskedelmi monopóliumot. Ebben az időszakban a szabadkereskedelem és a királyi monopolkereskedelem időszakai rövid kivételeket jelentettek csupán (1553-1556, 1583-1586). Ezt a néhány évet leszámítva Feröer 1709-ig teljesen ki volt szolgáltatva hűbérurai kénye-kedvének. A feröeriek többségének életkörülményei meglehetősen rosszak maradtak.
A reformáció 1538-ban érte el a szigeteket. Az utolsó katolikus püspököt, Amund Olufsont letették, és 1539-ben protestáns püspökséget alapítottak. Az első püspök, a dán Jens Gregersen Riber 1540-ben vette át hivatalát. A püspöki székhely 1551-ig Kirkjubøurban maradt. Az egyházi nyelv szerepét a latin helyett a dán vette át. A teljes birtokterület mintegy felét kitevő egykori egyházi birtokok kétharmadát a király államosította. A királyi földeket ún. királyi gazdáknak adták ki használatra, akik osztatlanul továbbörökíthették a használati jogot. Ezzel a megoldással kezdetét vette egy helyi elit kialakulása. Az egykori püspöki gazdaságból ekkor jött létre a Kirkjubøargarður, a kirkjubøuri királyi gazdaság.
1536-1537-ben a király feloszlatta a norvég államtanácsot, és Norvégiát – és annak maradék birtokait, így Feröert is – Dániához csatolta. A dán polgárháború miatt anyagilag meggyengült III. Keresztély ismét felajánlotta Feröert zálogul egy nagyobb összegű kölcsönért, de VIII. Henrik ezúttal sem fogadta el az ajánlatot.
1539-ben Olaus Magnus térképén ábrázolják először Feröert szigetcsoportként. 1547-ből származik a tórshavni iskola első említése: ez váltotta fel a kirkjubøuri papképzőt, és egészen 1804-ig működött. Ekkor említik először az argiri kórházat is, amely már a reformáció előtt is működött, és az egyetlen ilyen intézmény volt a szigeteken. 1557-ben megszüntették a feröeri református püspökséget, és prépostságként a Bergeni püspökség alá rendelték. Az első prépost Heini Jónsson (Heini Havreki) lett, a későbbi nemzeti hős, Magnus Heinason apja. A korona az egyházi birtokok fennmaradó egyharmadát is államosította, és azon további királyi gazdaságokat hozott létre. 1579-1583 között Heinason rendelkezett a kereskedelmi joggal; ő volt a történelem során az egyetlen feröeri, aki ezt elmondhatta magáról. Ő építette az első erődítményt, a Skansint Tórshavnban, és ő volt az első feröeri, akinek saját hajója volt. Heinasont, aki híres kalandor volt, 1589-ben Koppenhágában kalózkodás vádjával lefejezték.
1584-ben II. Frigyes dán király nyomására a Løgting elfogadta, hogy a Stóridómur, az izlandi egyházjogi kódex (amely már korábban is érvényben volt Feröeren) továbbra is hatályban maradjon. Az 1273-as Gulatingslóg és az 1298-as Juhlevél mellett ez a harmadik oszlopa a középkori feröeri jogrendszernek.
1600-ban Feröernek mintegy 4000, a fővárosnak, Tórshavnnak kb. 1000 lakosa lehetett.

### 17. század

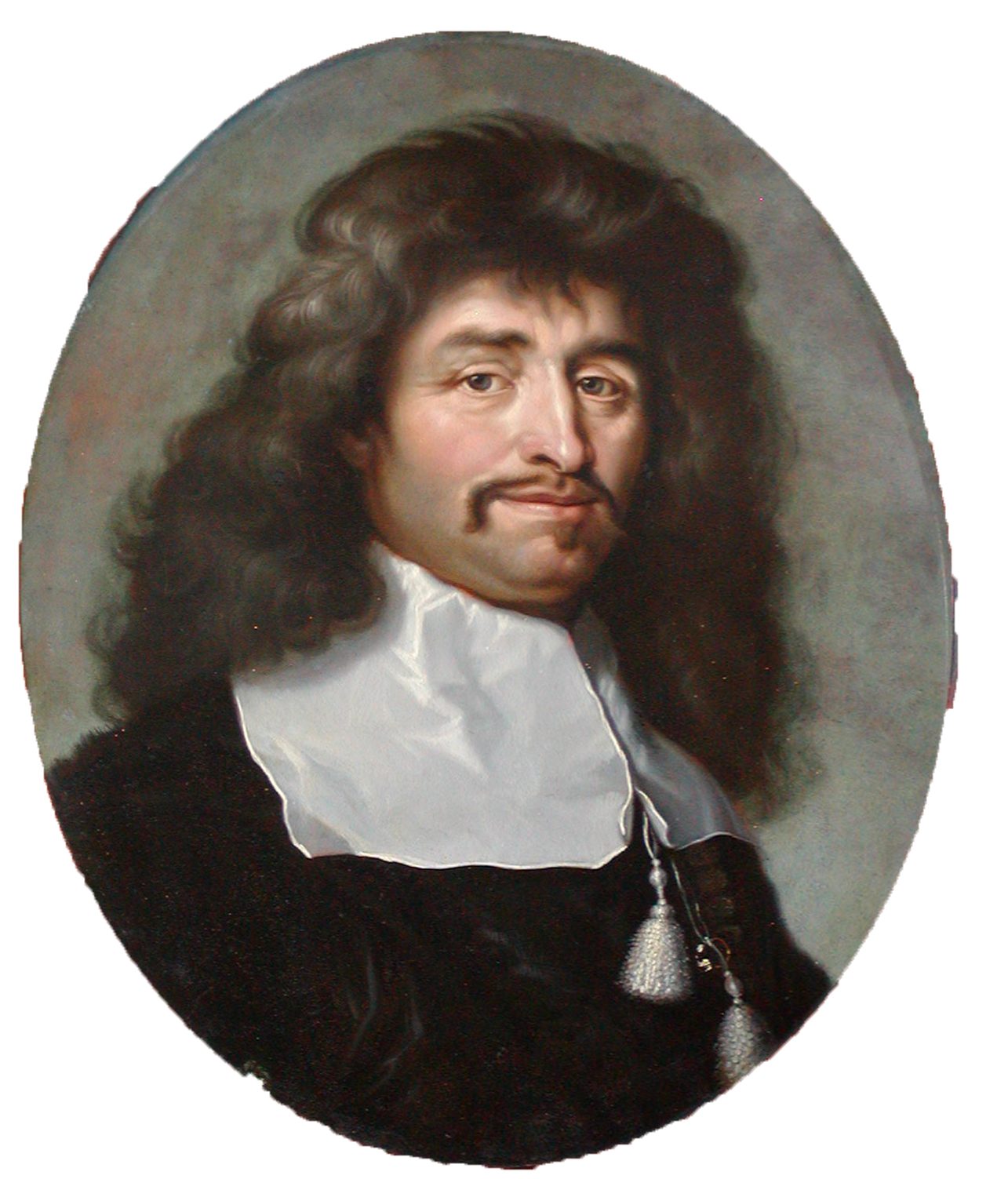
Christoffer von Gabel (1617-1672), Feröer teljhatalmú ura, aki sohasem tette lábát a szigetekre

1619 és 1662 között a koppenhágai Izlandi Társaság gyakorolta a királyi kereskedelmi monopóliumot Feröeren. 1637-ben a Juhlevél szövegét lefordították dán nyelvre, majd némileg átdolgozva újra kiadták.
1655-ben III. Frigyes kamarását, Christoffer von Gabelt tette meg Feröer hűbérurává. Gabel 1662-ben
a kereskedelmi monopóliumot is átvette az Izlandi Társaságtól. Feröer soha nem volt annyira kizsákmányolva és elnyomva, mint a Gabel-család utalma alatt. A feröeri történelem ezen legsötétebb korszaka Gabel-korszak néven maradt fenn a feröeri néphagyományban.

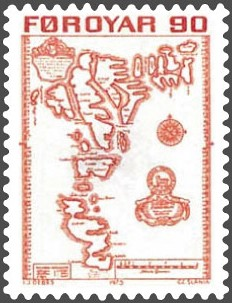
Feröer-térkép Lucas Jacobsøn Debes Færoæ et Færoa reserata... című könyvéből, 1673

1669-ben született meg Thomas Tarnovius tollából a Ferøers Beskrifvelser, Feröer első részletes leírása. A kézirat azonban csak 1950-ben került nyomtatásba, így nem volt jelentős hatással a szigetek ismertségére. 1673-ban azonban Koppenhágában kiadták Lucas Jacobsøn Debes Færoæ et Færoa reserata… című munkáját, amely a szigetek addigi legpontosabb térképét is tartalmazta. A művet 1676-ban angol, majd 1757-ben német nyelvre is lefordították, és egészen a 19. századig a legfontosabb forrásnak számított.
1677-ben négy francia hadihajó kifosztotta Tórshavnt és a tinganesi kincstárat is. V. Keresztély 1687-es törvénykönyve, a Norske Lov Feröeren egy évvel később lépett hatályba. Ezzel a szigetek véglegesen és teljesen dán joghatóság alá kerültek; a Løgting hatásköre tovább csorbult.

### 18. század
A Gabel-korszak végeztével, 1709-ben egy dán bizottság kereste fel Feröert, és dokumentálta a nyomorúságos állapotokat. Felállították a Koppenhágából igazgatott Királyi Kereskedelmi Monopóliumot, amely 1856-ig fennmaradt. Tórshavnban a monopólium lerakatot létesített, és új embereket neveztek ki az igazgatására.
Niels Ryberg 1768-ban kereskedelmi társaságot alapított Tórshavnban, és megszerzett bizonyos jogokat a külföldi áruk raktározására és a tranzitkereskedelemre vonatkozóan. Az ő emberei tanították meg a feröerieknek a sózott, szárított tőkehal előállításának módját, és ezzel az áruval elsőként ők kereskedtek. Ryberg társaságát azonban 1788-ban angol nyomásra felszámolták, és a tudás lassan újra feledésbe merült.
1769-ben volt az első népszámlálás Feröeren; az eredmény szerint 4773-an éltek a szigeteken.
Jens Christian Svabo 1781-1782-ben bejárta és kutatta Feröert; eredményeit Indberetninger fra en Reise i Færøe 1781 og 1782 című munkájában dolgozta fel. A kézirat azonban csak 1959-ben került nyomtatásba.

### 19. század első fele

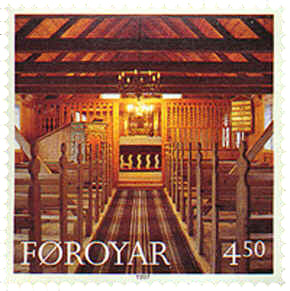
Az 1829-ben épült hvalvíki templom jellegzetes feröeri fatemplom: példáját még tucatnyi másik követte

A feröeri nemzeti hős, Nólsoyar Páll, aki elszántan küzdött a kereskedelmi monopólium ellen, és honfitársait nagyobb gazdasági önállóságra próbálta vezetni, megépítette az első feröeri vitorláshajót, a Royndin Fríðát, ezzel ő lett a második feröeri hajótulajdonos Magnus Heinason után.
1808-ban, a napóleoni háborúk során Thomas Baugh angol kapitány megtámadta Tórshavnt és bevette az erődöt. Később ugyanebben az évben Baron von Hompesch kifosztotta a monopólium raktárait és a Tórshavni dómot. Az 1814-es Kieli béke során a dán-norvég perszonálunió felbomlott, és a szigetek (Izlanddal és Grönlanddal együtt) Dánia fennhatósága alatt maradtak. A Løgtinget 1816-ban feloszlatták, és Feröert Dánia egyik megyéjévé tették. A Skansin korábbi parancsnoka, Emilius Løbner lett az első megyei kormányzó.
Az első feröeri nyelvű könyv 1822-ben jelent meg: a Færöiske Qvæder om Sigurd Fofnersbane og hans Æt Hans Christian Lyngbye szerkesztésében. 1828-ban Tórshavnban megnyílt a Landsbókasavnið, a feröeri nemzeti könyvtár. A kieli ügyvéd, Carl Julian Graba bejárta Feröert, és 1830-ban kiadta részletes útinaplóját, amely a legjelentősebb korai német nyelvű leírás a szigetekről. 1829-ben a fővárostól délnyugatra átadták az új kórházat, a Færø Amts Hospitalt. Ebben az időben Feröer kb. 6800 lakosára mindössze ez az egy kórház és egyetlen orvos jutott.

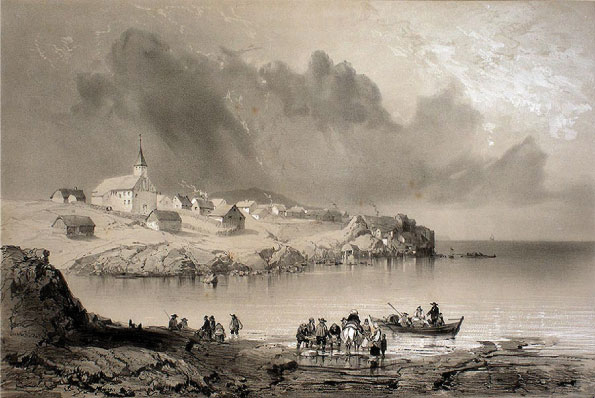
Tórshavn 1839-ben

Frederik Ferdinand Tillisch kormányzó közreműködésének köszönhetően 1832-ben megalapították Feröer első bankját (Az Eik Banki jogelődjét) Færø Amts Sparekasse néven. 1836-1839 között a királyi monopólium újabb lerakatokat nyitott Tvøroyriben, Klaksvíkban és Vestmannában, ezzel alkalmazkodva a feröeri gazdaság és társadalom átalakulásához, melynek révén a súlypont az önellátó mezőgazdaságtól az exportképes halászat felé tolódott el. Christian Pløyen kormányzósága idején (1837-1848 között) jelentős újításokat vezetett be a halászatban, ami a termelékenység jelentős növekedéséhez vezetett. Újrakezdődött a szárított, sózott tőkehal előállítása, ami hamarosan jelentős exporttermékké nőtte ki magát. A mezőgazdaság tovább veszített gazdasági jelentőségéből.
1829 és 1847 között épültek fel a feröeri fatemplomok a szigetcsoport számos településén. Az első általános iskola 1845-ben nyílt meg. Az 1840-es népszámlálás szerint 7314-en lakták Feröert.
1846-ban súlyos rubeolajárvány tört ki a szigeteken: a 8000 lakosból 6000 megbetegedett, és mintegy százan meghaltak. A járvány lefolyását a helyszínen tanulmányozó dán orvos, Peder Ludvig Panum az ezen alapuló tanulmányával a járványtan megalapítója lett.

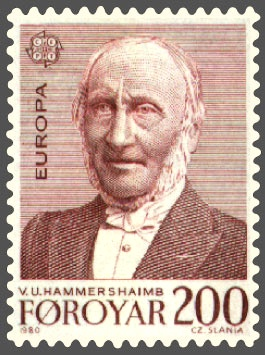
Venceslaus Ulricus Hammershaimb, a 19. századi nyelvész, teológus és politikus

Az 1849. június 5-i dán alkotmány, amely némi ellenállás ellenére 1851-ben Feröeren is érvénybe lépett, a szigeteket betagozza a Dán Királyságba, és egy-egy képviselői helyet biztosít nekik a Folketingben és a Landstingben. Mivel a feröeriek – ellentétben az izlandiakkal, akikre az alkotmány nem volt érvényes – nem kaptak beleszólást a királyságba való beolvasztásba, az akkori döntés jogosságát ma számos feröeri megkérdőjelezi. 1852-ben tanácsadó testületként újjáalapították a Løgtinget. Niels Winther kiadta Feröer első (dán nyelvű) újságját Færingetidende címen, de kilenc kiadás után le kellett állítania.
1854-ben Venceslaus Ulricus Hammershaimb, az írott feröeri nyelv megteremtője kiadta az első feröeri nyelvtant (Færöisk Sproglære).
1856-ban megszüntették a királyi kereskedelmi monopóliumot, és bevezették a szabad kereskedelmet. Ez a lépés jelentős mérföldkő azon az úton, amelyen Feröer egy feudális és állami agrártársadalomból egy dinamikus, a halászaton alapuló ipari társadalommá vált.

## Nemzeti öntudatra ébredés

### A 19. század második fele
1861-ben Tórshavnban megalapították Feröer első reáliskoláját. 1870-ben létrejött a tanárképző, a Færøernes Seminarium.
A Nagy-Britanniából vásárolt The Fox nevű hajó a mélytengeri halászat korszakának kezdetét jelentette. Ez az időszak számos áttörést hozott, melyeknek eredményeképpen a feröeri társadalom fő megélhetési forrásává a mezőgazdaság helyett a mélytengeri halászat vált. Ezekben az években a legfontosabb exportcikk a szárított, sózott tőkehal volt.

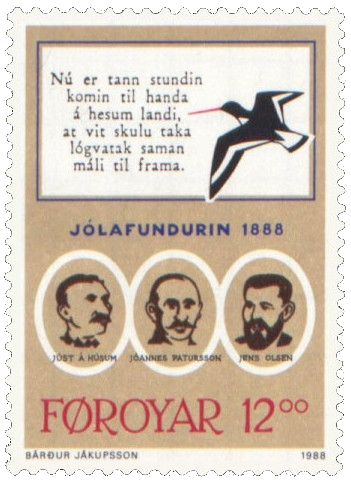
Az 1888-as karácsonyi találkozó

Az 1873. október 1-jén életbe lépett községreform-törvény az iskolarendszer átszervezéséhez vezetett. A községeket kötelezték, hogy minden hét év feletti gyerek számára biztosítsák az iskolalátogatás lehetőségét. Ennek következtében számos új tanárt vettek fel, és 1900-ig a legtöbb falu saját iskolát épített. Az oktatás nyelve a dán volt. 1878-ban adták ki először az azóta is folyamatosan megjelenő Dimmalætting című újságot, dán nyelven. Megjelenésének első évtizedeiben csak kevés cikk jelent meg feröeri nyelven.
1888. december 26-án gyűlést tartottak a parlament épületében (karácsonyi találkozó), ahol többek között a feröeri nyelv iskolai, egyházi és hivatali nyelvvé tételét követelték. Ezt követően a Föringafelag (a feröeri függetlenségi társaság) 1889. január 27-i megalapításával létrejött a feröeri nemzeti mozgalom.
Az 1890-es népszámlálás szerint Feröer népessége 12 953 fő volt.
1890-1901-ig jelent meg az első feröeri nyelvű újság, a Føringatíðindi. 1891-ben Jakob Jakobsen nyelvész közreadta az első feröeri szótárat a Hammerhaimb-féle Færøsk Anthologi II. kötetében. 1897-ben megnyitották a klaksvíki kórházat; a tvøroyrii kórház 1904-es megnyitásával létrejött mindhárom ma működő kórház. 1899-ben megalapították a Feröeri Népfőiskolát (Føroya Fólkaháskúli), amely az írott feröeri nyelv és a nemzeti mozgalom terjedésének gócpontja lett.

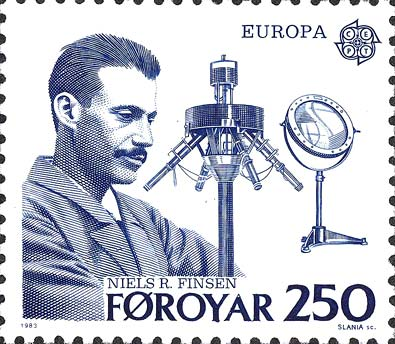
A Nobel-díjas Niels Ryberg Finsen

### A 20. század első fele
Az 1860-ban Tórshavnban született Niels Ryberg Finsen 1903-ban fiziológiai és orvostudományi Nobel-díjat kapott a bőrtuberkulózis (lupus vulgaris) fényterápiájának kifejlesztéséért. Három évvel később, 1906-ban megalakultak az első pártok: a Sambandsflokkurin (unionista párt) és a Sjálvstýrisflokkurin (függetlenség párt). Ugyanebben az évben a népszámlálás szerint 16 334 fő volt Feröer népessége.
1909-ben megjelent az első feröeri nyelvű regény, a Bábilstornið (Bábel tornya) Rasmus Rasmussen tollából. Az 1912. január 14-i oktatási törvény alapján a fiatalabb diákok oktatási nyelve a feröeri lett, az idősebbeké továbbra is a dán nyelv maradt. 1914-ben Jens Hendrik Oliver Djurhuus Yrkingar (versek) című kötete lett az első feröeri nyelvű versgyűjtemény.

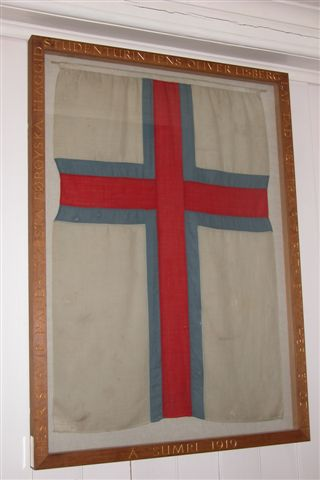
A feröeri zászló első példánya a fámjini templomban

Egy 1911-ben megjelent vitairat, amelyben a feröeri mezőgazdasági bizottság a nagyrészt felaprózódott és kevéssé termelékeny mezőgazdasági területek újraszervezését javasolta, átfogó földreform kezdetét jelentette. 1918-ban a Sjálvstýrisflokkurin először szerezte meg a Løgting helyeinek többségét. Egy évvel később két feröeri diák Koppenhágában megtervezte a feröeri zászlót.
1921-ben a népszámlálás 21 352 lakost tartott nyilván a szigeteken. 1924. február 21-én átadták Tórshavnban az Alexandrina királynéról elnevezett új országos kórházat.
Az 1925-ben alapított Javnaðarflokkurin (szociáldemokrata párt) 1928-ban jutott be először a Løgtingbe. A parlament 1930-as ünnepélyes megnyitásakor a függetlenségi mozgalom tagjai levonták a dán zászlót, és a feröeri lobogó felvonását követelték.
A feröeri halászati ipar 1936-ban komoly krízisbe került: a rossz fogás és a spanyol polgárháború miatti keresletkiesés együtt számos cég bedőlését eredményezte. A dán kormány segélyalapot hozott létre, és a Føroya Fiskaexport nevű halkereskedelmi monopólium létrehozásával új piacokat kutatott fel.
1937-ben a Løgting megalapította az első feröeri gimnáziumot, a Føroya Studentaskúlit. Egy évvel később a feröeri nyelv a dánnal egyenrangú oktatási nyelv lett minden feröeri iskolában. 1939-ben megalapították az autonómiára törekvő Fólkaflokkurint (néppárt).

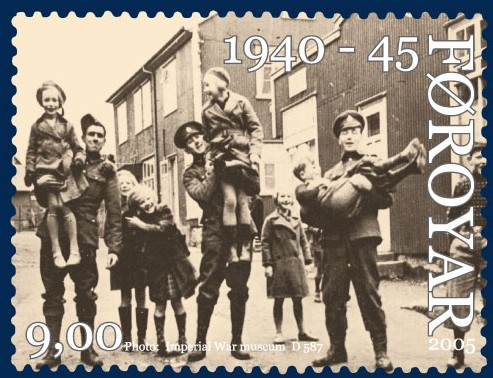
Baráti angol megszállás a II. világháború alatt

### A II. világháború és az autonómia
A német csapatok dániai bevonulása után, 1940. április 13-án Nagy-Britannia megszállta Feröert. A Dániától való öt évnyi elszigeteltség alatt a feröeriek tapasztalatokat gyűjthettek saját lehetőségeik irányításáról a Løgting révén, amely teljesen új jelentőséget kapott. A II. világháború alatt a feröeri hajók – a dánoktól való megkülönböztetés végett – feröeri zászló alatt hajóztak. Ezek a tapasztalatok, valamint a háborús évek gazdasági fejlődéséből fakadó viszonylagos jólét minden addiginál jobban megerősítették a Dániától való nagyobb fokú függetlenség utáni vágyat. Eközben 1941-1942-ben Vágar szigetén a brit hadsereg megépítette Feröer azóta is egyetlen repülőterét, a Vágari repülőteret.
Eközben 1941-ben Koppenhágában feröeri diákok megalapították a feröeri művészeti társaságot (Listafelag Føroya).

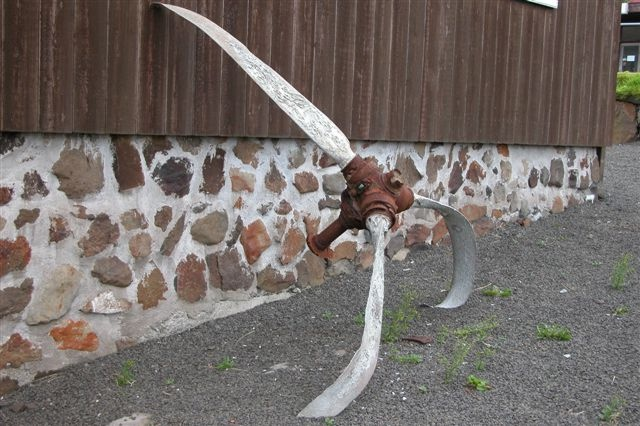
1942-ben lezuhant angol vadászgép propellere

1945 májusában, a hadműveletek lezárultával újra fel lehetett venni a kapcsolatokat Dániával. A háború 202 emberáldozatot követelt a szigeteken, valamint jelentős anyagi kárt (például 39 hajó elvesztését) okozták az 1941-1945 közötti tengeri- és légitámadások, valamint az aknák. 1945 szeptemberében az utolsó brit csapatok is elhagyták Feröert.
Az 1946. szeptember 14-én Feröer politikai helyzetéről megtartott népszavazáson a megjelentek szűk többsége a Dániától való elszakadást választotta, és a Løgting ki is kiáltotta a függetlenséget. Mivel a 66,4%-os részvételt alacsonynak tekintették, a dán kormány nem fogadta el az eredményt; a dán király feloszlatta a parlamentet, és új választásokat rendelt el. Ezután hosszú tárgyalások kezdődtek, melyek eredményeképpen 1948. március 23-án elfogadták, és április 1-jén életbe is léptették az autonómiatörvényt. A törvény értelmében Feröer autonóm közösség a Dán Királyságon belül. Ezzel Feröer minden belső kérdésben önkormányzatot kapott; a hivatalos nyelv a feröeri lett; a dán kormányzót pedig a dán koronát képviselő megbízott váltotta fel.

## A II. világháború után

### Hidegháború és gazdasági fellendülés
1957-ben kezdte meg adását a feröeri rádió, az Útvarp Føroya. 1963-ban átadták az első, Tvøroyri és Hvalba közötti közúti alagutat, ami egy jelentős közlekedési infrastruktúrafejlesztési program kezdetét jelentette.

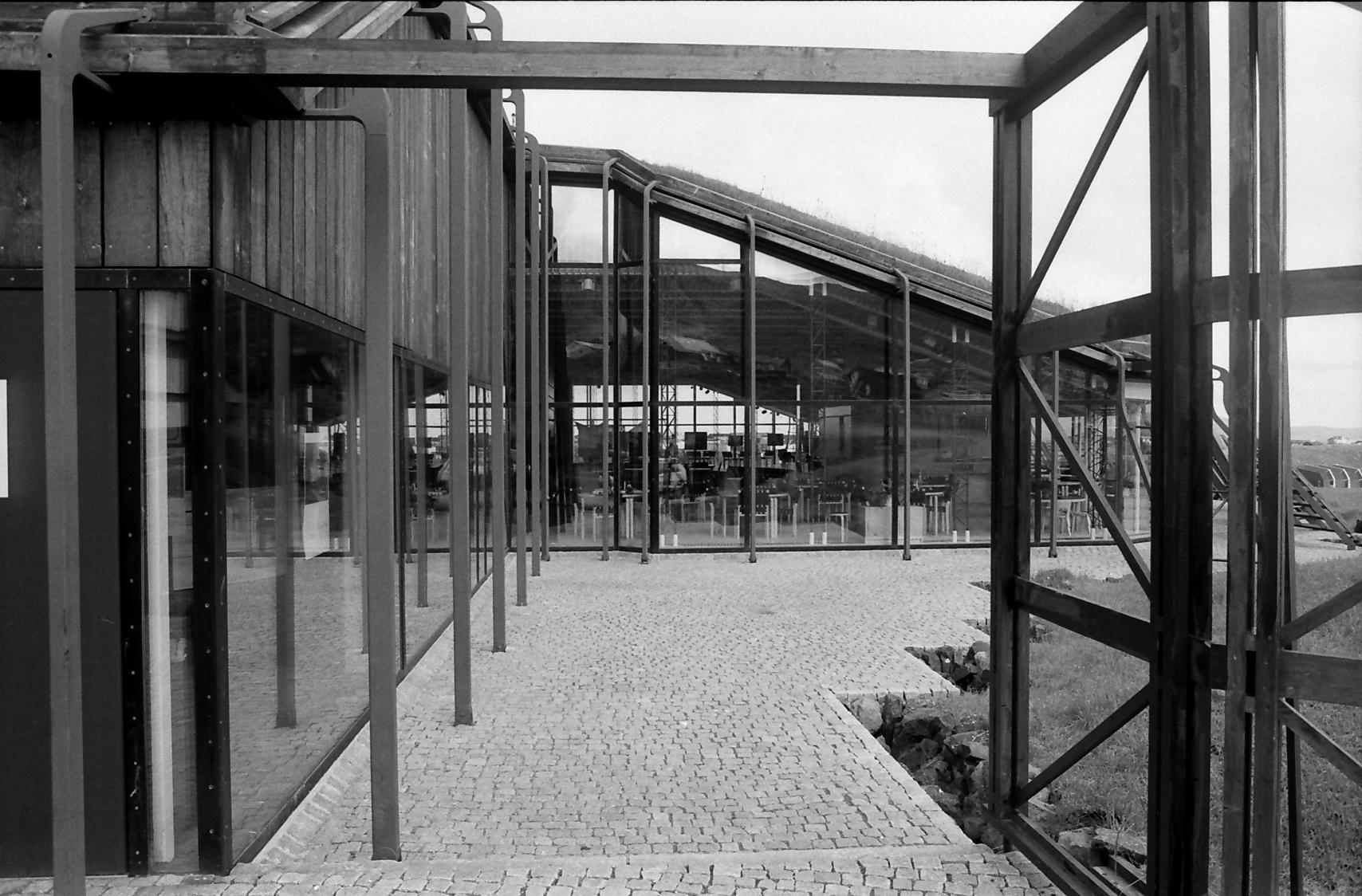
Az Észak Háza

1968. január 1-jén Feröer – Dánia belépése révén – az EFTA tagja lett. 1970-ben az Északi Tanácsba is belépett. 1973-ban Dániával együtt elhagyta az EFTÁ-t, de nem követte az Európai Közösségekbe, félve a halászati ágazat korlátozásától.
Feröer gazdasága 1973-1989 között dinamikusan fejlődött, ami az életszínvonal emelkedésében is megmutatkozott, az infrastruktúra kiépítése és a halászflotta modernizálása azonban jelentős adósságterheket rótt a költségvetésre, és a halászattól való egyoldalú függőséget sem oldotta. 1975-ben átadták a Streymoy és Eysturoy közötti hidat. A Postverk Føroya (feröeri posta) 1976-ban jött létre. 1983-ban átadták az Észak Házát; ebben az évben indult útjára a Norröna autókomp is. Egy évvel később kezdte meg adását a Sjónvarp Føroya (feröeri televízió). 1987-ben hozták létre az Atlantic Airways légitársaságot. 1990-ben Feröeri újra önálló (evangélikus) püspökséget kapott, és ekkor alakult meg a Feröeri Egyetem is az akadémia alapjain, három karral. Feröer népessége 1989-ben 47 838 fővel tetőzött.

### Gazdasági válság

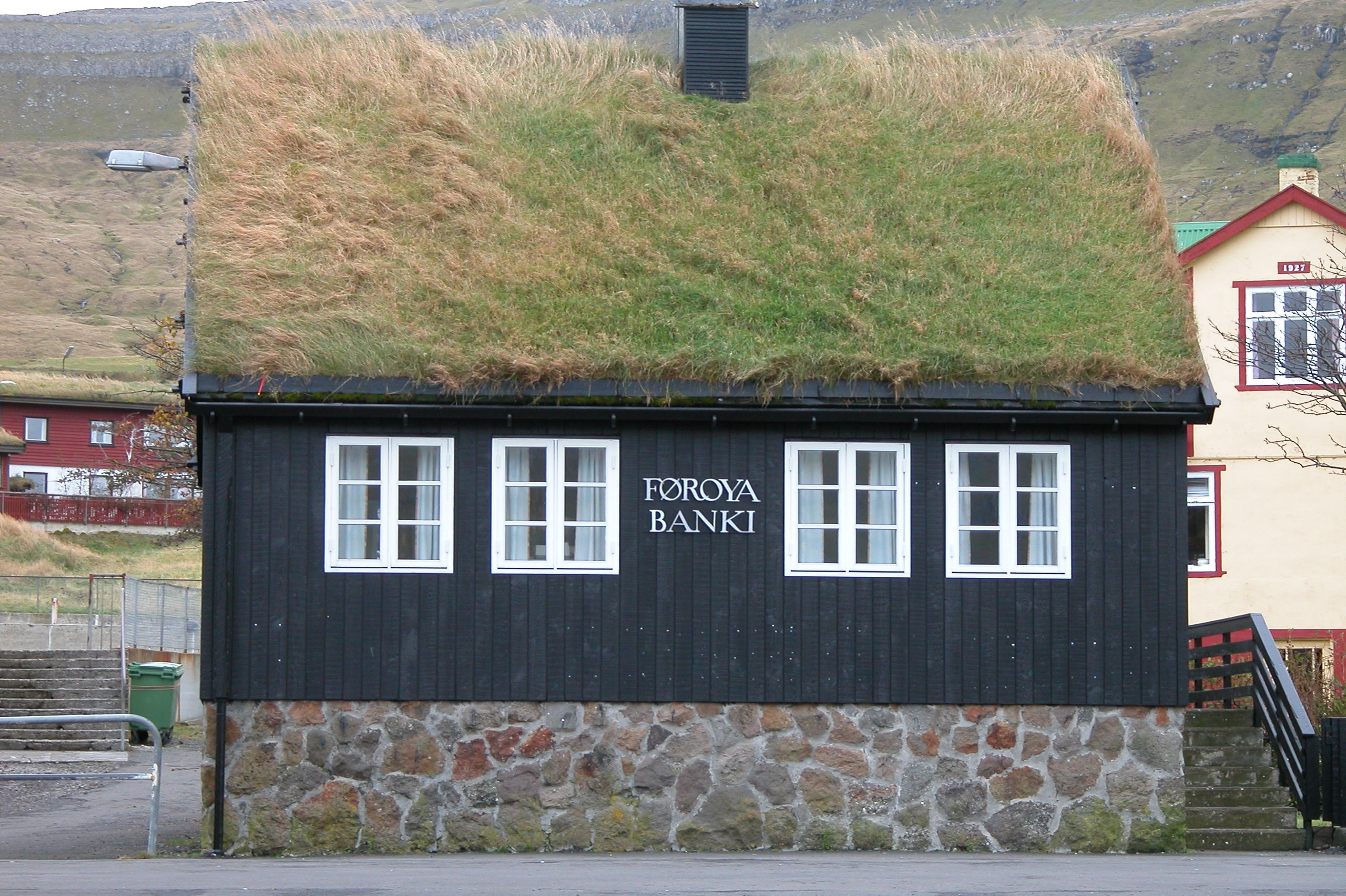
Bankfiók Leirvíkben

1989-ben azonban a halászati ágazat gyenge eredményei komoly gazdasági válságot indítottak el. 1992–1993-ban több banknak (köztük a Føroya Bankinak) is fizetőképességi problémákkal kellett szembenéznie, és megsegítésükre pénzügyi alapot kellett létrehozni a dán állam által nyújtott hitelből és a dán kormány felügyelete alatt. A munkanélküliség 1994-re 23%-os rekordmagasságba emelkedett, a GDP öt év alatt 26%-kal esett vissza. Az életszínvonal csökkenése jelentős (főként Dániába irányuló) kivándorláshoz vezetett (1995-ig 9,3%-os népességcsökkenés), és politikai következményekkel is járt: a szociáldemokraták mandátumaik felét elvesztették, és az unionisták váltak a legerősebb párttá. A gazdasági válság 1996-ig tartott, de a bankmentő alapnak nyújtott hitel miatt Feröer 1998-ig gyakorlatilag dán gondnokság alatt volt. Ekkor hozták nyilvánosságra annak a vizsgálatnak az eredményeit, amely igazolta a dán kormány és a Danske Bank (a Føroya Banki korábbi tulajdonosa) felelősségét a bankválságban, és a függetlenségpárti erők előretörését hozta a parlamenti választásokon. Az Első Kallsberg-kormány tárgyalásai folytán a dán kormány 900 millió korona tartozást elengedett, a maradék 4,5 milliárd koronás hitelt pedig részben kamatmentes, részben kedvezményes kamatozású kölcsönné alakították át.

### Konszolidáció és a függetlenség kérdése
1992-ben Dánia átadta az ásványkincsek feletti rendelkezés jogát a feröeri hatóságoknak, és két évvel később megkezdődött a kőolaj utáni kutatás a kontinentális talapzatban. 1996-ban Lopra közelében sikeres próbafúrásokat végeztek. 1997-ben átadták a Lopra és Sumba közötti közúti alagutat. 1998 decemberében aláírták a Feröer és az Európai Unió közötti szabadkereskedelmi megállapodást; Feröer gazdasága ebben az évben indult újra érezhető növekedésnek, és a vándorlási egyenleg is pozitívba fordult. 2001-ben hét kutatási licencet adtak ki öt konzorciumnak; az első fúrások eredménytelenek maradtak, később azonban sikerült kőolaj- és földgázelőfordulást kimutatni. 2002 decemberében átadták a szigetcsoport első tenger alatti alagútját, a Vágatunnilint Streymoy és Vágar között, kiváltva ezzel a kompközlekedést. Ezt a Norðoyatunnilin megnyitása követte 2006. április 30-án.
1998-ban a kormány szakértőket bízott meg a függetlenség feltételeinek megvizsgálásával, melynek alapján tárgyalásokat kezdtek a dán kormánnyal, ezek azonban 2000-ben megszakadtak. A közvélemény-kutatások a függetlenséget ellenzők többségét mutatták, a 2001. május 26-ára tervezett népszavazást pedig egy koalíciós válság miatt lemondták. A 2002-es választások a függetlenségpárti és unionista erők között patthelyzetet eredményeztek a Løgtingben; ugyan Anfinn Kallsberg újra kormányt tudott alakítani, két év után azonban előrehozott választásokat kellett tartani.

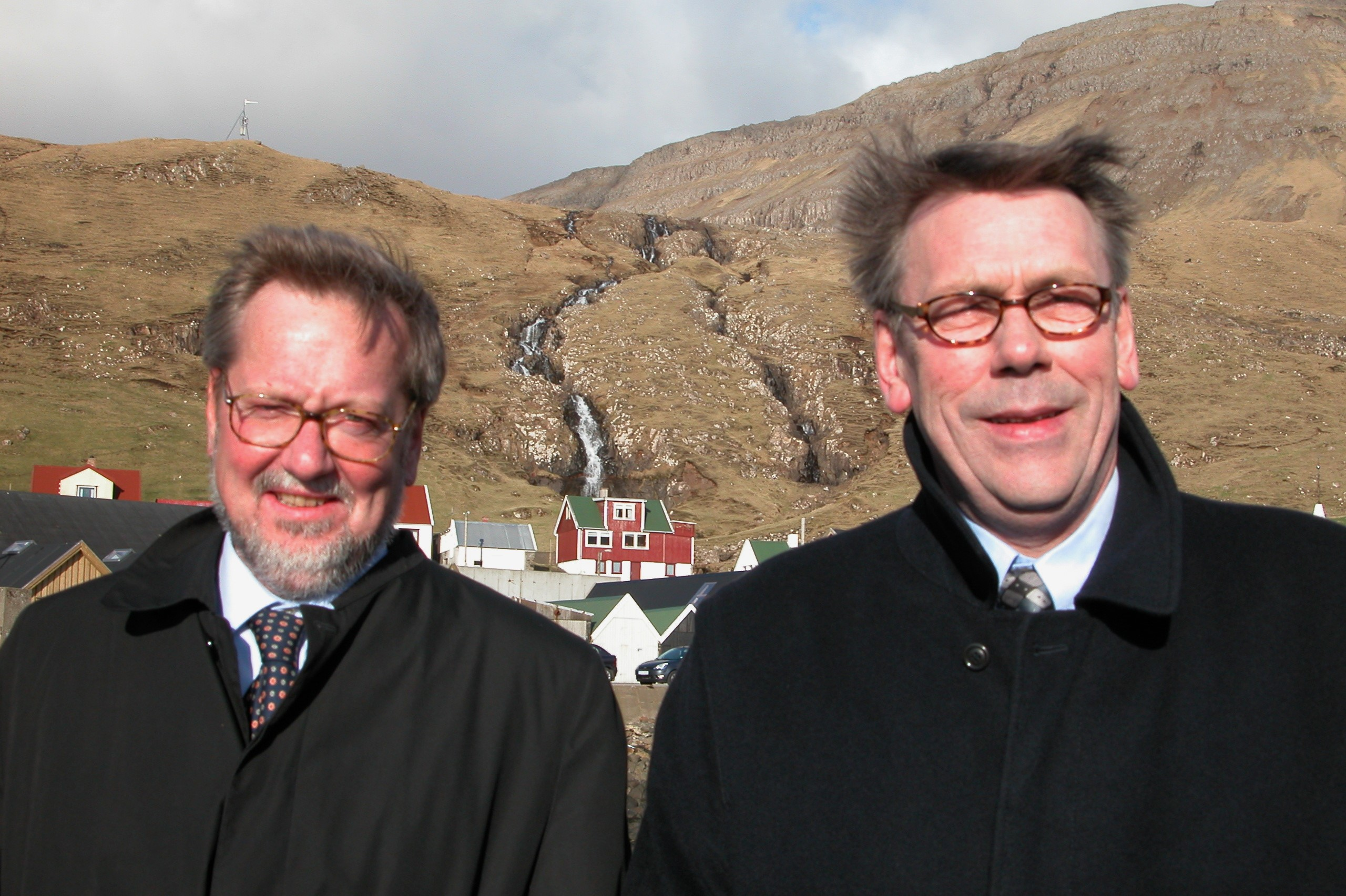
Per Stig Møller dán külügyminiszter és Jóannes Eidesgaard feröeri miniszterelnök Fámjinban a Fámjini szerződés aláírása előtt

Az első Eidesgaard-kormány jelentős eredménye volt a 2005. március 29-én aláírt Fámjini szerződés, amely külpolitikai téren is növelte Feröer autonómiáját. Röviddel ezután feröeri fennhatóság alá került a Vágari repülőtér, majd 2007-ben a Feröeri Népegyház is. 2005 júniusában a szigetekre látogatott II. Margit dán királynő, Henrik dán herceg, Frigyes dán királyi herceg és Mária dán királyi hercegnő. Augusztus 31-én az ország közös gazdasági övezetet hozott létre Izlanddal, melynek keretében minden vámot és kereskedelmi korlátozást lebontottak. A 2008-as választásoktól Kaj Leo Johannesen vezette a feröeri kormányt, aki megnyerte a 2011-es választásokat is.
A 2000-es évek kulturális téren is jelentős eredményeket hoztak. 2002-ben visszakerültek Dániából a Szent Olaf-templom faragott székei. Ugyanebben az évben Sunleif Rasmussen megkapta az Északi Tanács Zenei Díját Oceanic days című első szimfóniájáért. A könnyűzenei élet felvirágzása elsősorban Kristian Blak és az általa alapított Tutl kiadó nevéhez fűződik; a jelentősebb események közé tartozott a Prix Føroyar és az azóta is évente megrendezett G! Festival.